# Ротор (дифференциальный оператор)
Ро́тор, рота́ция или вихрь — векторный дифференциальный оператор над векторным полем.
Обозначается разными способами:
- {\displaystyle \operatorname {rot} } (наиболее распространено в русскоязычной[1] литературе),
- {\displaystyle \operatorname {curl} } (в англоязычной литературе, предложено Максвеллом[2]),
- {\displaystyle \mathbf {\nabla } \times } — как дифференциальный оператор набла, векторно умножаемый на векторное поле, то есть для векторного поля {\displaystyle \mathbf {F} } результат действия оператора ротора, записанного в таком виде, будет векторным произведением оператора набла и этого поля: {\displaystyle \mathbf {\nabla } \times \mathbf {F} }.

Результат действия оператора ротора на конкретное векторное поле {\displaystyle \mathbf {F} } называется ротором поля {\displaystyle \mathbf {F} } или просто ротором {\displaystyle \mathbf {F} } и представляет собой новое векторное поле:
{\displaystyle \operatorname {rot} \mathbf {F} \equiv \mathbf {\nabla } \times \mathbf {F} }
Поле {\displaystyle \operatorname {rot} \mathbf {F} } (длина и направление вектора {\displaystyle \operatorname {rot} \mathbf {F} } в каждой точке пространства) характеризует в некотором смысле (см. далее) вращательную составляющую поля {\displaystyle \mathbf {F} } в соответствующих точках.

## Определение
Ротор {\displaystyle \operatorname {rot} \mathbf {a} } векторного поля {\displaystyle \mathbf {a} } — есть вектор, проекция которого {\displaystyle \operatorname {rot} _{\mathbf {n} }\mathbf {a} } на каждое направление {\displaystyle \mathbf {n} } есть предел отношения циркуляции векторного поля по контуру {\displaystyle L}, являющемуся краем плоской площадки {\displaystyle \Delta S}, перпендикулярной этому направлению, к величине этой площадки (площади), когда размеры площадки стремятся к нулю, а сама площадка стягивается в точку:
{\displaystyle \operatorname {rot} _{\mathbf {n} }\mathbf {a} =\lim _{\Delta S\to 0}{\frac {\oint \limits _{L}\mathbf {a\cdot \,dr} }{S}}}.
Направление обхода контура выбирается так, чтобы, если смотреть в направлении {\displaystyle \mathbf {n} }, контур {\displaystyle L} обходился по часовой стрелке.
Операция, определённая таким образом, существует строго говоря только для векторных полей над трёхмерным пространством. Об обобщениях на другие размерности — см. ниже.
Альтернативным определением может быть непосредственное вычислительное определение дифференциального оператора, сводящееся к
{\displaystyle \operatorname {rot} \mathbf {a} =\nabla \times \mathbf {a} },
что может быть записано в конкретных координатах как это показано ниже.
Иногда можно встретиться с таким альтернативным определением
{\displaystyle \operatorname {rot} \mathbf {a} {\Big |}_{O}=\lim _{S\to O}{\frac {\oint \limits _{S}[d\mathbf {S} \times \mathbf {a} ]}{V}}},
где {\displaystyle O} — точка, в которой определяется ротор поля {\displaystyle \mathbf {a} },
{\displaystyle S} — какая-то замкнутая поверхность, содержащая точку {\displaystyle O} внутри и в пределе стягивающаяся к ней,
{\displaystyle d\mathbf {S} } — вектор элемента этой поверхности, длина которого равна площади элемента поверхности, ортогональный поверхности в данной точке,
знаком {\displaystyle \times } обозначено векторное произведение,
{\displaystyle V} — объём внутри поверхности {\displaystyle S}.
Это последнее определение таково, что даёт сразу вектор ротора, не нуждаясь в определении проекций на три оси отдельно.

## Интуитивный образ
Если {\displaystyle \mathbf {v} (x,y,z)} — поле скорости движения газа (или течения жидкости), то {\displaystyle \operatorname {rot} \mathbf {v} } — вектор, пропорциональный вектору угловой скорости очень маленькой и лёгкой пылинки (или шарика), находящегося в потоке (и увлекаемого движением газа или жидкости; хотя центр шарика можно при желании закрепить, лишь бы он мог вокруг него свободно вращаться).
Конкретно {\displaystyle \operatorname {rot} \mathbf {v} =2{\boldsymbol {\omega }}}, где {\displaystyle {\boldsymbol {\omega }}} — эта угловая скорость.
- Простую иллюстрацию этого факта — см. ниже.

Эта аналогия может быть проведена вполне строго (см. ниже). Основное определение через циркуляцию, данное выше, можно считать эквивалентным полученному таким образом.

## Выражение в конкретных координатах

### Формула ротора в декартовых координатах
В трёхмерной декартовой системе координат ротор (в соответствии с определением выше) вычисляется следующим образом (здесь {\displaystyle \mathbf {F} } — обозначено векторное поле с декартовыми компонентами {\displaystyle (F_{x},F_{y},F_{z})}, а {\displaystyle \mathbf {e} _{x},\mathbf {e} _{y},\mathbf {e} _{z}} — орты декартовых координат):
{\displaystyle \operatorname {rot} (F_{x}\mathbf {e} _{x}+F_{y}\,\mathbf {e} _{y}+F_{z}\mathbf {e} _{z})={}}
{\displaystyle =\left(\partial _{y}F_{z}-\partial _{z}F_{y}\right)\mathbf {e} _{x}+\left(\partial _{z}F_{x}-\partial _{x}F_{z}\right)\mathbf {e} _{y}+\left(\partial _{x}F_{y}-\partial _{y}F_{x}\right)\mathbf {e} _{z}\equiv }
{\displaystyle \equiv \left({\frac {\partial F_{z}}{\partial y}}-{\frac {\partial F_{y}}{\partial z}}\right)\mathbf {e} _{x}+\left({\frac {\partial F_{x}}{\partial z}}-{\frac {\partial F_{z}}{\partial x}}\right)\mathbf {e} _{y}+\left({\frac {\partial F_{y}}{\partial x}}-{\frac {\partial F_{x}}{\partial y}}\right)\mathbf {e} _{z}},
или
{\displaystyle (\operatorname {rot} \mathbf {F} )_{x}=\partial _{y}F_{z}-\partial _{z}F_{y}\equiv {\frac {\partial F_{z}}{\partial y}}-{\frac {\partial F_{y}}{\partial z}}}
{\displaystyle (\operatorname {rot} \mathbf {F} )_{y}=\partial _{z}F_{x}-\partial _{x}F_{z}\equiv {\frac {\partial F_{x}}{\partial z}}-{\frac {\partial F_{z}}{\partial x}}}
{\displaystyle (\operatorname {rot} \mathbf {F} )_{z}=\partial _{x}F_{y}-\partial _{y}F_{x}\equiv {\frac {\partial F_{y}}{\partial x}}-{\frac {\partial F_{x}}{\partial y}}}
(что можно считать альтернативным определением, по сути совпадающим с определением в начале параграфа, по крайней мере при условии дифференцируемости компонент поля).
Для удобства можно формально представлять ротор как векторное произведение оператора набла (слева) и векторного поля:
{\displaystyle \operatorname {rot} \mathbf {F} =\mathbf {\nabla } \times \mathbf {F} ={\begin{pmatrix}\partial _{x}\\\partial _{y}\\\partial _{z}\end{pmatrix}}\times \mathbf {F} ={\begin{vmatrix}\mathbf {e} _{x}&\mathbf {e} _{y}&\mathbf {e} _{z}\\\partial _{x}&\partial _{y}&\partial _{z}\\F_{x}&F_{y}&F_{z}\end{vmatrix}}}
(последнее равенство формально представляет векторное произведение как определитель).

### Формула ротора в криволинейных координатах
Удобным общим выражением ротора, пригодным для произвольных криволинейных координат в трёхмерном пространстве, является выражение с использованием тензора Леви-Чивиты (используя верхние и нижние индексы и правило суммирования Эйнштейна):
{\displaystyle (\operatorname {rot} \mathbf {v} )_{i}=\varepsilon _{ijk}g^{jm}\nabla _{m}v^{k}},
где {\displaystyle \varepsilon _{ijk}} — координатная запись тензора Леви-Чивиты, включая множитель {\displaystyle {\sqrt {g}}}, {\displaystyle g^{jm}} — метрический тензор в представлении с верхними индексами,
{\displaystyle g\equiv \det(g_{rs})}, а {\displaystyle \nabla _{m}v^{k}} — ковариантные производные от контравариантных координат вектора {\displaystyle \mathbf {v} }.
Это выражение может быть также переписано в виде:
{\displaystyle (\operatorname {rot} \mathbf {v} )^{n}=g^{ni}\varepsilon _{ijk}g^{jm}\nabla _{m}v^{k}}.

### Формула ротора в ортогональных криволинейных координатах
{\displaystyle \operatorname {rot} \mathbf {A} =\operatorname {rot} (\mathbf {q_{1}} A_{1}+\mathbf {q_{2}} A_{2}+\mathbf {q_{3}} A_{3})=}
{\displaystyle {}={\frac {1}{H_{2}H_{3}}}\left[{\frac {\partial }{\partial q_{2}}}(A_{3}H_{3})-{\frac {\partial }{\partial q_{3}}}(A_{2}H_{2})\right]\mathbf {q_{1}} \ +}
{\displaystyle {}+{\frac {1}{H_{3}H_{1}}}\left[{\frac {\partial }{\partial q_{3}}}(A_{1}H_{1})-{\frac {\partial }{\partial q_{1}}}(A_{3}H_{3})\right]\mathbf {q_{2}} \ +}
{\displaystyle {}+{\frac {1}{H_{1}H_{2}}}\left[{\frac {\partial }{\partial q_{1}}}(A_{2}H_{2})-{\frac {\partial }{\partial q_{2}}}(A_{1}H_{1})\right]\mathbf {q_{3}} }
{\displaystyle {}={\frac {1}{H_{1}H_{2}H_{3}}}{\begin{vmatrix}\mathbf {(} H_{1}{e}_{1})&\mathbf {(} H_{2}{e}_{2})&\mathbf {(} H_{3}{e}_{3})\\{\frac {\partial }{\partial \mathbf {q} _{1}}}&{\frac {\partial }{\partial \mathbf {q} _{2}}}&{\frac {\partial }{\partial \mathbf {q} _{3}}}\\(A_{1}H_{1})&(A_{2}H_{2})&(A_{3}H_{3})\end{vmatrix}}},
где {\displaystyle H_{i}} — коэффициенты Ламе.

### Обобщения
- Обобщением ротора применительно к векторным (и псевдовекторным) полям на пространствах произвольной размерности (при условии совпадения размерности пространства с размерностью вектора поля) является антисимметричное тензорное поле валентности два, компоненты которого равны:

{\displaystyle (\operatorname {rot} \mathbf {F} )_{ij}=\partial _{i}F_{j}-\partial _{j}F_{i}\equiv {\frac {\partial F_{j}}{\partial x_{i}}}-{\frac {\partial F_{i}}{\partial x_{j}}}}
Эта же формула может быть записана через внешнее произведение с оператором набла:
{\displaystyle \operatorname {rot} \mathbf {F} =\nabla \wedge \mathbf {F} }
- Для двумерной плоскости может быть использована аналогичная формула с псевдоскалярным произведением (такой ротор будет псевдоскаляром, и его величина совпадает с проекцией традиционного векторного произведения на нормаль к данной плоскости, если она вложена в трёхмерное евклидово пространство).

- Если на двумерном вещественном пространстве (с координатами {\displaystyle x} и {\displaystyle y}) введена структура комплексного пространства (с координатой {\displaystyle z=x+iy}) и двумерные векторные поля записываются как комплекснозначные функции {\displaystyle f(z)}, тогда с использованием дифференцирования по комплексной переменной

{\displaystyle {\frac {\partial {}}{\partial z}}={\frac {1}{2}}\left({\frac {\partial {}}{\partial x}}-i{\frac {\partial {}}{\partial y}}\right)}
ротор и дивергенцию (а они останутся действительными числами) можно записать так:
{\displaystyle \operatorname {rot} f=2\operatorname {Im} {\frac {\partial f}{\partial z}}},
{\displaystyle \operatorname {div} f=2\operatorname {Re} {\frac {\partial f}{\partial z}}}.

## Основные свойства
- Операция ротора линейна над полем констант: для любых векторных полей {\displaystyle \mathbf {F} } и {\displaystyle \mathbf {G} } и для любых чисел (констант) {\displaystyle a} и {\displaystyle b}

{\displaystyle \operatorname {rot} (a\mathbf {F} +b\mathbf {G} )=a\operatorname {rot} \mathbf {F} +b\operatorname {rot} \mathbf {G} }.
- Если {\displaystyle \varphi } — скалярное поле (функция), а {\displaystyle \mathbf {F} } — векторное, тогда:

{\displaystyle \operatorname {rot} (\varphi \mathbf {F} )=\operatorname {grad} \varphi \times \mathbf {F} +\varphi \operatorname {rot} \mathbf {F} },
{\displaystyle \nabla \times (\varphi \mathbf {F} )=(\nabla \varphi )\times \mathbf {F} +\varphi (\nabla \times \mathbf {F} )}.
- Если поле {\displaystyle \mathbf {F} } потенциально, его ротор равен нулю (поле {\displaystyle \mathbf {F} } — безвихревое):

{\displaystyle \mathbf {F} =\operatorname {grad} \varphi \implies \operatorname {rot} \mathbf {F} ={\boldsymbol {0}}}.
- Обратное верно локально[8]: если поле безвихревое, то локально (в достаточно малых областях) оно потенциально (то есть найдется такое скалярное поле {\displaystyle \varphi }, что {\displaystyle \mathbf {F} } будет его градиентом):

{\displaystyle \operatorname {rot} \mathbf {F} ={\boldsymbol {0}}\implies \mathbf {F} =\operatorname {grad} \varphi }
Таким образом, различные векторные поля могут иметь одинаковый ротор. При этом различаться они будут обязательно на безвихревое поле (то есть, локально — на градиент некоторого скалярного поля).
- Дивергенция ротора равна нулю (поле ротора бездивергентно):

{\displaystyle \operatorname {div} \operatorname {rot} \mathbf {F} =0},
{\displaystyle \nabla \cdot (\nabla \times \mathbf {F} )=0}.
- Обратное свойство также выполняется локально — если поле {\displaystyle \mathbf {F} } бездивергентно, локально оно является ротором некоторого поля {\displaystyle \mathbf {G} }, называемого его векторным потенциалом:

{\displaystyle \operatorname {div} \mathbf {F} =0\implies \mathbf {F} =\operatorname {rot} \mathbf {G} }.
- Дивергенция векторного произведения двух векторных полей выражается через их роторы по формуле:

{\displaystyle \operatorname {div} (\mathbf {F} \times \mathbf {G} )=(\operatorname {rot} \mathbf {F} )\cdot \mathbf {G} -\mathbf {F} \cdot \operatorname {rot} \mathbf {G} }
Таким образом, если {\displaystyle F} и {\displaystyle G} — безвихревые векторные поля, их векторное произведение будет бездивергентным и локально будет обладать векторным потенциалом. Например, если {\displaystyle \mathbf {F} =\nabla f}, а {\displaystyle \mathbf {G} =\nabla g}, легко найти векторный потенциал для {\displaystyle \mathbf {F} \times \mathbf {G} }:
{\displaystyle \mathbf {F} \times \mathbf {G} =\operatorname {rot} (f\nabla g)}.
Локально каждое бездивергентное векторное поле в трёхмерной области является векторным произведением двух градиентов.
- Ротор ротора равен градиенту дивергенции минус лапласиан:

{\displaystyle \operatorname {rot} \operatorname {rot} \mathbf {F} =\operatorname {grad} \operatorname {div} \mathbf {F} -\Delta \mathbf {F} }.
- Ротор векторного произведения полей равен:

{\displaystyle \operatorname {rot} (\mathbf {F\times G} )=(\operatorname {div} \mathbf {G} )\mathbf {F} -(\operatorname {div} \mathbf {F} )\mathbf {G} +\nabla _{\mathbf {G} }\mathbf {F} -\nabla _{\mathbf {F} }\mathbf {G} }.

## Физическая интерпретация
При движении сплошной среды распределение её скоростей (то есть поле скорости течения жидкости) вблизи точки О задаётся формулой Коши - Гельмгольца:
{\displaystyle \mathbf {v} (\mathbf {r} )=\mathbf {v} _{O}+{\boldsymbol {\omega }}\times \mathbf {r} +\nabla \varphi +o(\mathbf {r} )},
где {\displaystyle {\boldsymbol {\omega }}} — вектор углового вращения элемента среды в точке {\displaystyle O}, а {\displaystyle \varphi } — квадратичная форма от координат — потенциал деформации элемента среды.
Таким образом, движение сплошной среды вблизи точки {\displaystyle O} складывается из поступательного движения (вектор {\displaystyle \mathbf {v} _{O}}), вращательного движения (вектор {\displaystyle {\boldsymbol {\omega }}\times \mathbf {r} }) и потенциального движения — деформации (вектор {\displaystyle \nabla \varphi }).
Применяя к формуле Коши — Гельмгольца операцию ротора, получим, что в точке {\displaystyle O} справедливо равенство {\displaystyle \operatorname {rot} \mathbf {v} =2{\boldsymbol {\omega }}}, и, следовательно, можно заключить, что когда речь идет о векторном поле, являющемся полем скоростей некоторой среды, ротор этого векторного поля в заданной точке равен удвоенному вектору углового вращения элемента среды с центром в этой точке.
В качестве интуитивного образа, как это описано выше, здесь можно использовать представление о вращении брошенной в поток маленькой пылинки (увлекаемой потоком с собой, без его заметного возмущения) или о вращении помещённого в поток с закреплённой осью маленького (без инерции, вращаемого потоком, заметно не искажая его) колеса с прямыми (не винтовыми) лопастями. Если то или другое при взгляде на него вращается против часовой стрелки, то это означает, что вектор ротора поля скорости потока в данной точке имеет положительную проекцию в направлении на нас.

## Формула Кельвина — Стокса
Циркуляция вектора по замкнутому контуру, являющемуся границей некоторой поверхности, равна потоку ротора этого вектора через эту поверхность:
{\displaystyle \oint \limits _{\partial S}\mathbf {F} \cdot \,\mathbf {dl} =\int \limits _{S}(\operatorname {rot} ~\mathbf {F} )\cdot \mathbf {dS} }
Частный случай формулы Кельвина — Стокса для плоской поверхности — содержание теоремы Грина.

## Примеры
- В этой главе будем для единичных векторов по осям (прямоугольных) декартовых координат использовать обозначение {\displaystyle \mathbf {e} _{x},\mathbf {e} _{y},\mathbf {e} _{z}.}

### Простой пример

Рассмотрим векторное поле {\displaystyle \mathbf {F} }, зависящее от координат {\displaystyle x} и {\displaystyle y} так:
{\displaystyle \mathbf {F} (x,y)=y\mathbf {e} _{x}-x\mathbf {e} _{y}}.
- В отношении этого примера нетрудно заметить, что {\displaystyle \mathbf {F} ={\boldsymbol {\omega }}\times \mathbf {r} }, где {\displaystyle \mathbf {r} } — радиус-вектор, а {\displaystyle {\boldsymbol {\omega }}=-1\mathbf {e} _{z}}, то есть поле {\displaystyle \mathbf {F} } можно рассматривать как поле скоростей точек твёрдого тела, вращающегося с единичной по величине угловой скоростью, направленной в отрицательном направлении оси {\displaystyle z} (то есть по часовой стрелке, если смотреть «сверху» — против оси {\displaystyle z}). Интуитивно более или менее очевидно, что поле закручено по часовой стрелке. Если мы поместим колесо с лопастями в жидкость, текущую с такими скоростями (то есть вращающуюся как целое по часовой стрелке), в любое место, мы увидим, что оно начнет вращаться по направлению часовой стрелки. (Для определения направлений используем, как обычно, правило правой руки или правого винта).
- {\displaystyle z}-компоненту поля {\displaystyle \mathbf {F} } будем считать равной нулю. Однако если она ненулевая, но постоянная (или даже зависящая только от {\displaystyle z}) — результат для ротора, получаемый ниже, будет тем же.

Вычислим ротор:
{\displaystyle \mathbf {\nabla } \times \mathbf {F} =0\mathbf {e} _{x}+0\mathbf {e} _{y}+\left[{\frac {\partial }{\partial x}}(-x)-{\frac {\partial }{\partial y}}y\right]\mathbf {e} _{z}=-2\mathbf {e} _{z}}
Как и предположили, направление совпало с отрицательным направлением оси {\displaystyle z}. В данном случае ротор оказался константой, то есть поле {\displaystyle \mathbf {\nabla } \times \mathbf {F} } оказалось однородным,
не зависящим от координат (что естественно для вращения твёрдого тела).
Что замечательно,
- угловая скорость вращения жидкости, вычисленная из ротора и оказавшаяся равной точно {\displaystyle \operatorname {rot} \mathbf {F} /2}, точно совпала с тем, что указано в параграфе Физическая интерпретация, то есть этот пример является хорошей иллюстрацией приведённого там факта. (Конечно же, вычисления, полностью повторяющие приведённые выше, но только для неединичной угловой скорости, дают тот же результат {\displaystyle \mathbf {\nabla } \times \mathbf {F} =2{\boldsymbol {\omega }}}).

Угловая скорость вращения в данном примере одна и та же в любой точке пространства (угол поворота пылинки, приклеенной к твёрдому телу, не зависит от того места, где именно приклеить пылинку). График ротора {\displaystyle \mathbf {F} } поэтому не слишком интересен:

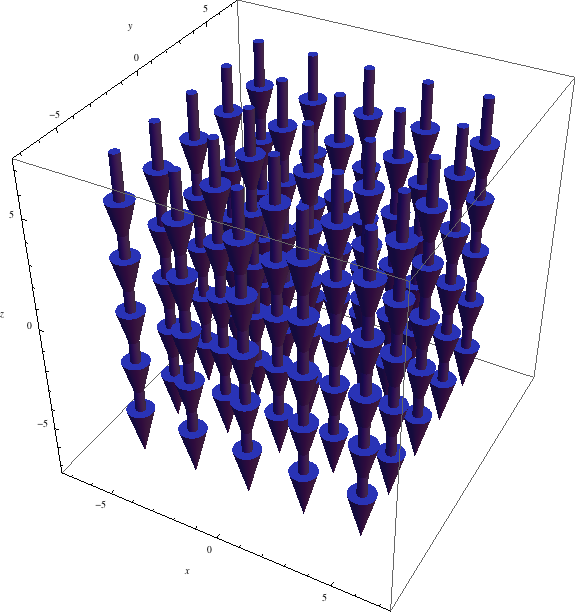

### Более сложный пример
Теперь рассмотрим несколько более сложное векторное поле:
{\displaystyle \mathbf {F} (x,y)=-x^{2}\mathbf {e} _{y}}.
Его график:
Мы можем не увидеть никакого вращения, но, посмотрев повнимательнее направо, мы видим большее поле в, например, точке {\displaystyle x=4}, чем в точке {\displaystyle x=3}. Если бы мы установили маленькое колесо с лопастями там, больший поток на правой стороне заставил бы колесо вращаться по часовой стрелке, что соответствует ввинчиванию в направлении {\displaystyle -z}. Если бы мы расположили колесо в левой части поля, больший поток на его левой стороне заставил бы колесо вращаться против часовой стрелки, что соответствует ввинчиванию в направлении {\displaystyle +z}. Проверим нашу догадку с помощью вычисления:
{\displaystyle \mathbf {\nabla } \times \mathbf {F} =0\mathbf {e} _{x}+0\mathbf {e} _{y}+{\frac {\partial }{\partial x}}(-x^{2})\mathbf {e} _{z}=-2x\mathbf {e} _{z}}
Действительно, ввинчивание происходит в направлении {\displaystyle +z} для отрицательных {\displaystyle x} и {\displaystyle -z} для положительных {\displaystyle x}, как и ожидалось. Так как этот ротор не одинаков в каждой точке, его график выглядит немного интереснее:

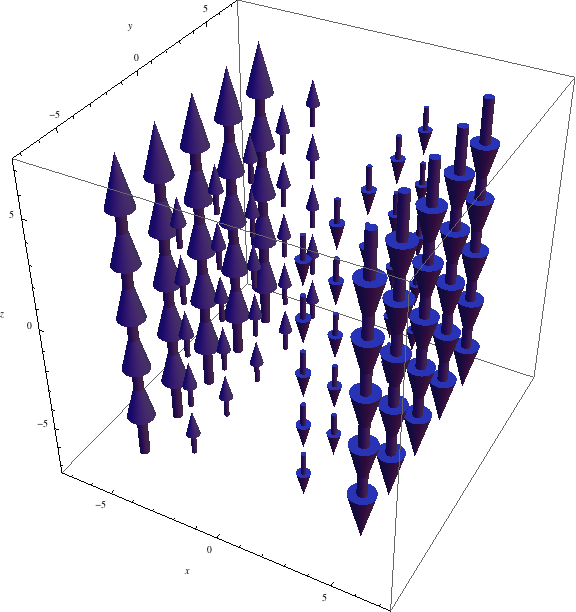
Ротор с плоскостью, выделенной тёмно-синим цветом

Можно заметить, что график этого ротора не зависит от {\displaystyle y} или {\displaystyle z} (как и должно быть) и направлен по {\displaystyle -z} для положительных {\displaystyle x} и в направлении {\displaystyle +z} для отрицательных {\displaystyle x}.

### Поясняющие примеры
- В смерче ветры вращаются вокруг центра, и векторное поле скоростей ветра имеет ненулевой ротор (где-то) в центральной области. (см. Вихревое движение). (Правда, ближе к краю где-то ротор может принимать и нулевое значение см. ниже).
- Для векторного поля {\displaystyle \mathbf {v} } скоростей движения точек вращающегося твёрдого (абсолютно твёрдого) тела, {\displaystyle \operatorname {rot} \mathbf {v} } одинаков всюду по объёму этого тела и равен (вектору) удвоенной угловой скорости вращения (подробнее — см. выше). В частном случае чисто поступательного движения или покоя, этот ротор может быть равен нулю, как и угловая скорость, тоже для всех точек тела.
- Если бы скорости автомобилей на трассе описывались векторным полем, и разные полосы имели разные ограничения по скорости движения, ротор на границе между полосами был бы ненулевым.
- Закон электромагнитной индукции Фарадея, одно из уравнений Максвелла, просто записывается (в дифференциальной форме) через ротор: ротор электрического поля равен скорости изменения магнитного поля (со временем), взятой с обратным знаком.
- Четвёртое уравнение Максвелла — закон Ампера — Максвелла — также записывается в дифференциальной форме с использованием ротора: ротор напряжённости магнитного поля равен сумме плотностей тока обычного и тока смещения[10].

### Важный контринтуитивный пример
Нужно иметь в виду, направление ротора может не соответствовать направлению вращения поля (пусть это поле скоростей жидкости), которое представляется очевидным, соответствующим направлению течения. Он может иметь противоположное течению направление, и, в частности, ротор может оказаться равным нулю, хотя линии тока загибаются или даже представляют собой точные окружности).
Другими словами, направление искривления векторных линий векторного поля никак не связано с направлением вектора ротора этого поля.
Рассмотрим такой пример. Пусть поле скорости течения жидкости {\displaystyle \mathbf {v} } определено формулой:
{\displaystyle \mathbf {v} =-f(y)\mathbf {e} _{x}},
{\displaystyle \operatorname {rot} \mathbf {v} =f'(y)\mathbf {e} _{z}}.
Если {\displaystyle f'(y)>0}, течение сносит частицу справа налево (то есть для наблюдателя сверху по оси {\displaystyle z} — против часовой стрелки), однако если {\displaystyle f'(y)<0} и {\displaystyle f(y)} — убывающая функция, тогда ротор всюду направлен вниз, что означает, что каждая частица жидкости закручивается ПО часовой стрелке (при этом одновременно ещё и деформируясь).
Сказанное означает, что среда как целое может вращаться вокруг наблюдателя в одну сторону, а каждый её маленький объём — в противоположную сторону, или не вращаться вообще.